# Potentilla irianensis
Potentilla irianensis är en rosväxtart som beskrevs av C. Kalkman. Potentilla irianensis ingår i Fingerörtssläktet som ingår i familjen rosväxter. Inga underarter finns listade i Catalogue of Life.